# Шивачът
Шивачът (на турски: Terzi) е турски драматичен уеб сериал, продуциран от OGM Pictures, по сценарий на Рана Маматлъоулу и Бекир Баран Съткъ и режисиран от Джем Карджъ, с участието на Чаатай Улусой, Салих Бадемджи и Шифанур Гюл. Започва да се излъчва по „Нетфликс“ на 2 май 2023 г. Сериалът, състоящ се от 3 сезона, приключва с 23-ия си епизод.

## Промяна на името
Първоначално сериалът е планиран да се излъчва по TV8 с името Süslü Korkuluk, но след разногласие между продуцентската компания и канала името е променено на „Шивачът“ и сериалът е прехвърлен към „Нетфликс“.

## Актьорски състав
- Чаатай Улусой – Пеями Докумаджъ
- Шифанур Гюл – Есвет/Фирузе
- Салих Бадемджи – Димитри
- Олгун Шимшек – Мустафа
- Берак Тюзюнатач – Джемре
- Енгин Шенкан – дядото на Пеями
- Еврим Алася – Кираз
- Едже Сюкан – Сузи (Сузан)
- Ведат Еринджин – Ари
- Джелиле Тойон – Сюлюн
- Лиля Гюрмен – Лиа
- Мурат Кълъч – Фарук
- Зейнеп Йозюрт Тархан – Ирини
- Хивда Зизан Алп – Йозден

## Излъчване
| Сезон | Сезон | Епизоди | Начало на сезона | Край на сезона | Епизоди | Платформа  |
| ----- | ----- | ------- | ---------------- | -------------- | ------- | ---------- |
|       | 1     | 7       | 2 май 2023       | 2 май 2023     | 1 – 7   | „Нетфликс“ |
|       | 2     | 8       | 28 юли 2023      | 28 юли 2023    | 8 – 15  | „Нетфликс“ |
|       | 3     | 8       | 3 ноември 2023   | 3 ноември 2023 | 16 – 23 | „Нетфликс“ |

Сезон 1 на сериала се излъчва във вторник, а сезони 2 и 3 се излъчват в петък.